# Caesalpinieae
Tribu
Les Caesalpinieae sont une tribu de plantes à fleurs dicotylédones de la famille des Fabaceae, sous-famille des Caesalpinioideae, qui comprend une soixantaine de genres.

## Liste des genres
Selon NCBI (15 septembre 2013) étendu par Gagnon et al. (2016) :
- Acrocarpus
- Arapatiella
- Arcoa
- Balsamocarpon
- Batesia
- Biancaea
- Burkea
- Bussea
- Caesalpinia
- Campsiandra
- Cenostigma
- Ceratonia
- Cercidium
- Chidlowia
- Colvillea
- Conzattia
- Cordeauxia
- Coulteria
- Delonix
- Denisophytum
- Dimorphandra
- Diptychandra
- Erythrophleum
- Erythrostemon
- Gelrebia
- Gleditsia
- Guilandina
- Gymnocladus
- Haematoxylum
- Hererolandia
- Heteroflorum
- Hoffmannseggia
- Hultholia
- Jacqueshuberia
- Lemuropisum
- Libidibia
- Lophocarpinia
- Melanoxylon
- Mezoneuron
- Moldenhawera
- Mora
- Moullava
- Pachyelasma
- Parkinsonia
- Paubrasilia
- Peltophorum
- Poincianella
- Pomaria
- Pterogyne
- Pterolobium
- Recordoxylon
- Schizolobium
- Stachyothyrsus
- Stenodrepanum
- Stuhlmannia
- Sympetalandra
- Tachigali
- Tara
- Tetrapterocarpon
- Umtiza
- Vouacapoua
- Zuccagnia